# Libuše Šafránková
Libuše Šafránková (Brno, 7 giugno 1953 – Praga, 9 giugno 2021) è stata un'attrice ceca.
Tra le più note attrici del cinema ceco, riscosse successo in Germania e in Scandinavia soprattutto per il ruolo da protagonista in Cenerentola (1973).

## Biografia
Šafránková debuttò nel 1971 come protagonista nell'adattamento cinematografico della novella La nonna (Babička) di Božena Němcová. Recitò in svariati film di avventura, tra i quali spicca Cenerentola (1973). Da adulta prese parte a commedie  cinematografiche e serie televisive. Recitò anche in diversi teatri di Praga. Due altre pellicole in cui fu protagonista sono Kolya (1996, vincitore dell'Oscar al miglior film in lingua straniera) e l'adattamento cinematografico del romanzo Quei favolosi anni da cani (Báječná léta pod psa) di Michal Viewegh.

## Filmografia parziale

### Cinema
- Cenerentola, regia di Vaclav Vorlíček (1973)
- Quel rosso mattino di giugno, regia di Veljko Bulajić (1975)
- La piccola ninfa di mare, regia di Karel Kachyňa (1976)
- Corri ragazzo corri, regia di Ladislav Smoljak (1981)
- Kolya, regia di Jan Svěrák (1996)

### Televisione
- Il principe del sale, regia di Martin Hollý (1983)